# Budynek Rady Narodowej w Bratysławie
Budynek Rady Narodowej w Bratysławie – budynek w centrum Bratysławy na Słowacji, położony obok bratysławskiego zamku. W budynku prowadzone są obrady Rady Narodowej, jednoizbowego parlamentu Słowacji. Obiekt powstał w latach 1986–1993 i został uroczyście zainaugurowany 25 maja 1994 roku.
Budowę budynku, pierwotnie przewidzianego jako siedzibę obrad Słowackiej Rady Narodowej (parlamentu Słowackiej Republiki Socjalistycznej), rozpoczęto w 1986 roku. Autorami projektu byli Ľudovít Jendreják, Peter Puškár i Ján Šilinger. Po aksamitnej rewolucji niedokończony jeszcze wówczas budynek chciano wyburzyć, zarzucając mu totalitarny styl. Ostatecznie usunięto z niego jedynie rzeźby przedstawiające Klementa Gottwalda, a budowa ukończona została w 1993 roku, już po rozpadzie Czechosłowacji. Uroczysta inauguracyjna sesja Rady Narodowej w nowym budynku miała miejsce 25 maja 1994 roku (wcześniej Rada Narodowa obradowała w budynku na placu Župné námestie 12 – tzw. Dom župný).